# Томмі Дуглас
Томмі Дуглас (англ. Thomas Clement "Tommy" Douglas; 20 жовтня, 1904 — 24 лютого, 1986) — канадський політичний діяч, що першим запровадив систему національного медичного страхування.
Бувши лідером Федерації кооперативної співдружності Саскачевану (ФКС) з 1942 року, а також сьомим прем'єр-міністром Саскачевану з 1944 по 1961 роки, очолив перший соціалістичний уряд у Північній Америці та запровадив в країні систему загального медичного страхування.
Після об'єднання ФКС з Канадським конгресом праці та формування Нової демократичної партії залишався її лідером протягом десяти років.

## Вшанування пам'яті
У 2004 році його було визнано «найвидатнішим канадцем» (англ. The Greatest Canadian). Конкурс проводився Канадською телерадіомовною корпорацією. У жовтні 2010 року у Вейберні (провінція Саскачеван) йому відкрили пам'ятник.